# Ваганово (Московская область)
Ваганово — деревня в Дмитровском районе Московской области, в составе Сельского поселения Костинское. До 2006 года Ваганово входило в состав Гришинского сельского округа.

## Расположение
Деревня расположена в юго-восточной части района, недалеко от границы с Пушкинским, примерно в 13 км на юго-восток от Дмитрова, на левом берегу реки Яхромы, высота центра над уровнем моря 198 м. Ближайшие населённые пункты — Ерыково на противоположном берегу реки, Ассаурово на юго-западе и Хлыбы на юге.

## Население
| 2002 | 2006 | 2010 |
| ---- | ---- | ---- |
| 4    | ↘0   | →0   |